# The Korea Herald
The Korea Herald és un diari en anglès fundat el 1953 i publicat a Seül, Corea del Sud. El personal editorial està format per escriptors i editors coreans i internacionals, amb cobertura informativa addicional extreta d'agències de notícies internacionals com Associated Press.
El Korea Herald està gestionat per Herald Corporation. L'empresa també publica The Herald Business, un diari empresarial en coreà, The Junior Herald, un setmanari anglès per a adolescents, The Campus Herald, un setmanari en coreà per a estudiants universitaris. Herald Media també està actiu en el sector de l'anglès com a llengua estrangera en auge del país, operant una cadena de hagwons així com un poble anglès.
El Korea Herald és membre de l'Asia News Network.